# Micrasema morosum
Micrasema morosum är en nattsländeart som först beskrevs av Mclachlan 1868.  Micrasema morosum ingår i släktet Micrasema och familjen bäcknattsländor. Inga underarter finns listade i Catalogue of Life.